# Río de los Ausines
El río de los Ausines es un río de España, afluente del río Arlanzón, perteneciente a la cuenca del Duero. Nace y muere en la provincia de Burgos.

## Actuaciones ambientales
En 2009, se realizaron labores de limpieza de su ribera.

## Curso
El río de los Ausines atraviesa las siguientes localidades:
- Revilla del Campo
- Los Ausines
- Revillarruz
- Olmosalbos
- Sarracín
- Villariezo
- Arcos de la Llana
- Albillos
- Cayuela
- Cavia

Justo antes de llegar a Sarracín recibe las aguas del río Viejo.